# Música Tejana
A Música Tejana (em espanhol: Música tejana e em inglês: Tejano music), também conhecida como música Tex-Mex, é um estilo de música popular que combina influências mexicanas e americanas. Com elementos de vocais tradicionais méxico-espanhois e melodias e ritmos de dança tcheca e alemã, particularmente polca ou valsa, a música é tradicionalmente tocada por pequenos grupos com acordeão e violão. Sua evolução começou no norte do México (uma variação conhecida como norteño). Alcançou um público muito maior no final do século 20 graças à explosiva popularidade da artista Selena (também conhecida como "A Rainha do Tejano").